# Stéfanos Kapíno
Stéfanos Kapíno (en grec moderne : Στέφανος Καπίνο), né le 18 mars 1994 au Pirée, est un footballeur international grec qui évolue au poste de gardien de but au FC Winterthour.

## Biographie
Stéfanos Kapíno est un espoir du football grec au poste de gardien de but. 
À seulement 23 ans, il est déjà double vainqueur du Championnat de Grèce.

### Panathinaïkos (2011-2014)
Il commence sa carrière professionnelle au Panathinaïkos en 2011.

### FSV Mayence (2014-2015)
En 2014, il rejoint le FSV Mayence en Bundesliga. Lassé d'être la doublure de Loris Karius et n'ayant disputé que 2 rencontres, il quitte le club allemand à la fin de saison pour rejoindre l'Olympiakos. 

### Olympiakos (2015-2018)
Pour sa première saison à l'Olympiakos il doit se contenter d'un rôle de doublure, il dispute 11 matchs toutes compétitions confondues. 
Sa deuxième saison dans le club grec est meilleure, il dispute un total de 25 rencontres, alternant les matchs, et notamment ceux de Ligue Europa avec l'Italien Nicola Leali. 

## Palmarès

### En club
Olympiakos Le Pirée
- Champion de Grèce en 2016 et 2017.

 Panathinaïkos
- Vainqueur de la Coupe de Grèce en 2014.

### En équipe nationale
Équipe de Grèce des moins de 19 ans
- Finaliste du Championnat d'Europe des moins de 19 ans en 2012.